# コーリー・キスパート
コーリー・ジェームズ・キスパート (Corey James Kispert, 1999年3月3日 - ) は、アメリカ合衆国・ワシントン州エドモンズ出身のプロバスケットボール選手。NBAのワシントン・ウィザーズに所属している。ポジションはスモールフォワードまたはシューティングガード。

## 経歴

### ハイスクール
ワシントン州エドモンズで育ったキスパートはシアトルの郊外にあるキングス高等学校に進学。キスパートはこの高校のバスケットボールチームに所属し、3年生の時1試合あたり23.9得点、6.8リバウンド、3.4アシスト、2.3スティールの成績を残し、チームを2年連続州タイトルに導くなど、州選手権トーナメントのMVPにも選ばれた。その後、4つ星の新入クラスと評価され、3年生のシーズン終了後にノートルダム大学やゴンザガ大学などからオファーがくる中、ゴンザガ大学にコミットした。

### カレッジ
フレッシュマン（1年生）は、35試合すべて出場し、1試合あたり6.7得点、3.2リバウンドを記録した。2年生になるとスターターに定着し、チームメイトであった八村塁やブランドン・クラークの活躍でブルドッグスはNCAAトーナメントのエリート・エイト (Elite Eight) まで進んだが、ジャレット・カルバーを擁するテキサス工科大学に敗れ、ファイナル・フォー進出とはならなかった。キスパート自身は1試合平均8.0得点、4.1リバウンドの成績を残した。
3年生のシーズンは前年度のスターターがキスパート以外全員NBAドラフトにアーリーエントリーを表明したため、唯一前年度のスターターとして活躍を果たす。レギュラーシーズンが終わると、1試合平均13.9得点を記録し、ウェスト・コースト・カンファレンス（WCC）のオールファーストチームに選ばれた。また、2020年のNBAドラフトにアーリーエントリーを表明したが、代理人を雇わなかった。その後、エントリーを取りやめ、最終的に大学でもう1年プレーすることを決意した。
4年生のシーズンに入ると、シーズン開幕戦のカンザス大学との試合で23得点を記録し、カレッジ通算1000得点を達成した。2020年12月26日のバージニア大学戦では9本の3ポイントを沈めて、1試合における3ポイント成功数の大学記録を更新。キャリアハイの32得点を記録した。また、ゴンザガ大学をシーズン無敗の31勝0敗に導き、NCAAトーナメントの決勝まで進んだがベイラー大学に敗れ、悲願の優勝とはならなかった。1試合の平均では18.6得点、5リバウンドの成績を残し、シーズン終了後にWCC年間最優秀選手賞に選ばれ、その年の最も優秀だったスモールフォワード選手に贈られる、ジュリアス・アービング賞も受賞した。

### ワシントン・ウィザーズ
2021年7月29日に行われたNBAドラフトにて1巡目全体15位でワシントン・ウィザーズから指名され、8月4日にルーキー契約を結んだ。
2022年3月27日のゴールデンステート・ウォリアーズ戦でキャリアハイとなる25得点を含む1リバウンド、3アシストを記録し、チームは123-115で勝利した。
2024年10月21日にウィザーズとの4年総額5,400万ドルの延長契約を結んだ。2025年3月18日に左親指の手術のために残りのシーズンを全休することが発表された。

## 人物
- 高校時代のGPAは3.96で[26]、大学時代はコンセンサス・オールアメリカンチームに選ばれながら、アカデミック・オールアメリカンの1stチームに選出されるなど文武両道でもある[注 1]。

## 個人成績

### NBA

#### レギュラーシーズン
| シーズン | チーム | GP  | GS  | MPG  | FG%  | 3P%  | FT%  | RPG | APG | SPG | BPG | PPG  |
| -------- | ------ | --- | --- | ---- | ---- | ---- | ---- | --- | --- | --- | --- | ---- |
| 2021–22  | WAS    | 77  | 36  | 23.4 | .455 | .350 | .871 | 2.7 | 1.1 | .5  | .3  | 8.2  |
| 2022–23  | WAS    | 74  | 45  | 28.3 | .497 | .424 | .852 | 2.8 | 1.2 | .4  | .1  | 11.1 |
| 2023–24  | WAS    | 80  | 22  | 25.8 | .486 | .383 | .726 | 2.8 | 2.0 | .5  | .2  | 13.4 |
| 2024–25  | WAS    | 61  | 0   | 26.3 | .451 | .364 | .852 | 3.0 | 1.7 | .4  | .2  | 11.6 |
| 通算     | 通算   | 292 | 103 | 25.9 | .474 | .382 | .805 | 2.8 | 1.5 | .5  | .2  | 11.1 |

### カレッジ
| シーズン | チーム   | GP  | GS  | MPG  | FG%  | 3P%  | FT%  | RPG | APG | SPG | BPG | PPG  |
| -------- | -------- | --- | --- | ---- | ---- | ---- | ---- | --- | --- | --- | --- | ---- |
| 2017–18  | ゴンザガ | 35  | 7   | 19.4 | .460 | .351 | .667 | 3.2 | .7  | .3  | .2  | 6.7  |
| 2018–19  | ゴンザガ | 37  | 36  | 26.1 | .437 | .374 | .875 | 4.1 | 1.0 | .6  | .5  | 8.0  |
| 2019–20  | ゴンザガ | 33  | 33  | 33.0 | .474 | .438 | .810 | 4.0 | 2.1 | .9  | .4  | 13.9 |
| 2020–21  | ゴンザガ | 32  | 32  | 31.8 | .529 | .440 | .878 | 5.0 | 1.8 | .9  | .4  | 18.6 |
| 通算     | 通算     | 137 | 108 | 27.4 | .483 | .408 | .824 | 4.0 | 1.4 | .7  | .4  | 11.6 |